# 裴长穆
裴长穆（？—？），一名穆，河东郡闻喜县（今山西省运城市闻喜县）人，裴叔业的族人，南齐、南梁官员。

## 生平
萧宝卷即位后大量修建建筑，张欣泰对舍人裴长穆说:“怎么能如此迅速的建造宫殿！凭着秦朝的富有，建造了一个阿房宫就灭亡了，如今本朝不及秦朝的一个郡，却迅速修建了数十个阿房宫，这太危险了。”裴长穆回答说:“不是不赞成你的意见，只是顾虑我们的建议不会被采纳。”
萧宝卷大肆诛杀大臣后，豫州刺史裴叔业内心不安，南齐朝廷也猜疑裴叔业有叛离之心。当时裴叔业的四个侄子裴植、裴飏、裴瑜、裴粲都在皇宫担任直阁，害怕大祸临头，于永元二年（500年）抛弃母亲逃到豫州寿阳，告诉裴叔业南齐朝廷必定要出其不意的袭击豫州，应该早日谋划。徐世檦等人劝萧宝卷派裴叔业的族人中书舍人裴长穆宣布旨意，准许裴叔业继续留任豫州刺史。
永元三年十二月丙寅（501年12月31日），北徐州刺史王珍国联合卫尉张稷，率领士兵在内殿杀死萧宝卷，两人在皇宫大殿的西钟下与尚书仆射王亮等人汇合，商议后派遣国子博士范云和中书舍人裴长穆等人前往石头城拜见萧衍，将萧宝卷的首级送给萧衍。
梁武帝接受禅让后，宁朔将军、南濮阳郡太守、兼任中书通事舍人裴长穆获封为开国县伯，食邑三百户。